# جيهان بركات
جيهان هنري بركات (15 مايو 1952 -) هي مخرجة وسكريبت مصرية، وابنة المخرج الكبير هنري بركات.

## حياتها
ولدت في باب اللوق بالقاهرة، تخرجت من كلية الإعلام جامعة القاهرة، والداها هنري بركات المخرج المصري الكبير، والداتها تدعي حسناء من أصل لبناني كانت تعيش بالإسكندرية وله أخت تدعي راندا.

## مسيرتها
ذكرت في أكثر من لقاء صحافي، أن والداها هنري علمها كل شيء، سواء القراءة أو الأفلام، وعندما كانت صغيرة عاشت فترة في لبنان، تعرفت خلالها علي السينما، وعند يوم الإجازة من الدارسة، يختار بنفسه فيلم من الأفلام الخاصة بالمهرجانات، بعد مشاهدة الفيلم تتنقاش معه حوله، ثم تذهب للمكتبة لاختيار كتاب لإشراف القراءة الخاصة بها، علمها هنري الموسيقى الكلاسيكية، وكيفية كتابة السيناريو والإشراف علي الإخراج.

## أعمالها
الشك يا حبيبي
1979 - فيلم
مساعد مخرج ثان
أذكريني
1978 - فيلم
سكريبت
امرأة بلا قيد
1978 - فيلم
سكريبت
وادي الذكريات
1978 - فيلم
سكريبت
أفواه وأرانب
1977 - فيلم
مساعد مخرج ثان
رحلة الأيام
1976 - فيلم
مساعد مخرج ثان